# Negros
Negros è un'isola delle Filippine situata nell'arcipelago delle Visayas con capitale Bacolod. Amministrativamente l'isola è divisa in due province: Negros Oriental e Negros Occidental. Si trova a sud-est dell'isola di Panay, separate dallo Stretto di Guimaras. Nel braccio di mare che separa Panay e Negros si trova l'isola-provincia di Guimaras. La costa sud-occidentale si affaccia sul Mare di Sulu mentre quella orientale risulta prospiciente all'isola di Cebu da cui è separata da un lungo stretto che prende il nome di Stretto di Tañon.
L'isola ha una superficie di 12.706 km², che la rende la quarta isola più vasta dell'arcipelago delle Filippine, e una popolazione stimata al 2000 di circa 3,7 milioni di abitanti.